# フォーウィンズ
株式会社フォーウィンズは、東京都中野区に本社を置き、知的財産権のライセンスを主な事業とする日本の企業。国内外でのライセンス数は400タイトルを超える。

## 概要
アクティビジョンの日本法人であるアクティビジョンジャパンの社長を務めた藤岡利雄が1991年に独立し、ライセンス会社として株式会社フォーウィンズソフトウェアを創業。
主に欧州・北米を中心にゲームライセンスを行っていたが、ソフトウェア分野にも進出。1998年に純国産データベース、2007年、2008年にはそろばんのDSソフトを発売。ライセンス分野では、映像コンテンツの企画・プロデュースも手掛ける。

## 沿革
- 1991年、フォーウィンズソフトウェア創業。
- 1995年、オックスフォードのソフト会社と囲碁ソフトを英国にて共同開発。
- 1997年、ソフトウェア分野に進出、株式会社フォーウィンズに社名変更。
- 1998年、純国産DBMS「Hi-Base」を発売[1]。
- 2005年、アストロ球団 (テレビドラマ)の制作委員会に参加。
- 2007年、全国珠算教育連盟推薦　そろばんＤＳを発売（連盟の検定問題が収録されている初のソフト）
- 2008年、日本珠算連盟監修　いつでもそろばんＤＳ（東北大学加齢医学研究所教授川島隆太推薦）
- 2014年、呪怨 終わりの始まり 協力
- 2019年、映画 地獄少女 企画協力

## 作品
主なライセンス/開発作品
- ダンジョンズ&ドラゴンズシリーズ
- The Elder Scrolls:Arena
- アイ・オブ・ザ・ビホルダーシリーズ
- Wizardry6&7（PC版をセガサターン版へ移植・ローカライズ）
- ウィザードリィエンパイアシリーズ
- ウィザードリィサマナー
- ウィザードリィクロニクル 聖地奪還
- BUSIN Wizardry Alternativeシリーズ
- Wizardry XTHシリーズ
- GO II Professional 対局囲碁（英国で開発）
- 囲碁皇帝　烏鷺シリーズ（中国で開発）
- デジモンワールド（英・仏・独・伊・西の五カ国語にローカライズ）
- デジモンワールド デジタルカードアリーナ（英・仏・独・伊・西の五カ国語にローカライズ）
- ドラゴンボール FINAL BOUT（英・独・伊・西の四カ国語にローカライズ）
- ドラゴンボールZ Ultimate Battle 22（英・独・伊・西の四カ国語にローカライズ）
- ラングリッサーシリーズ
- アストロ球団決戦!! ビクトリー球団編

自社で発売した廉価版
- 四川風激辛麻雀
- 重装機兵ヴァルケン２
- 首領蜂
- 超兄貴
- バーガーバーガー
- フェーダ２
- マリア2 受胎告知の謎
- ランナバウト